# الجامعة الوطنية للبحوث النووية (روسيا)
الجامعة الوطنية للبحوث النووية(روسيا): أو (معهد موسكو لهندسة الفيزياء) / MEPhI) (بالروسية: Национальный исследовательский ядерный университет "МИФИ" / НИЯУ МИФИ أو МИФИ) هي واحدة من الجامعات التقنية الأكثر شهرة في روسيا. تأسست MEPhI في عام 1942 باسم معهد موسكو للذخائر الميكانيكية (بالروسية: Московский механический институт боеприпасов، ММИБ)، لكنه سرعان ما أعيدت تسميته معهد موسكو للميكانيك. وكانت مهمته الأصلية لتدريب الموظفين المهرة لبرامج عسكرية ونووية سوفيتية. أعيدت تسميته معهد الهندسة للفيزياء موسكو (بالروسية: Московский инженерно-физический институт) في عام 1953، والتي كان اسمها حتى عام 2009.